# Amos Mansdorf
Amos Mansdorf, né le 20 octobre 1965 à Tel Aviv, est un joueur de tennis israélien professionnel.
Réputé comme le meilleur joueur de tennis professionnel israélien de l'histoire, il compte six titres à son palmarès, dont le Masters de Paris-Bercy de 1988. Sa meilleure performance en Grand Chelem fut un quart de finale à l'Open d'Australie en 1992.

## Palmarès

### Titres en simple messieurs
| No | Date       | Nom et lieu du tournoi                             | Catégorie           | Dotation  | Surface         | Finaliste        | Score              |  |
| -- | ---------- | -------------------------------------------------- | ------------------- | --------- | --------------- | ---------------- | ------------------ |  |
| 1  | 17-11-1986 | Altech South African Open, Johannesburg            |                     | 220 000 $ | Dur (int.)      | Matt Anger       | 6-3, 3-6, 6-2, 7-5 |  |
| 2  | 12-10-1987 | Tournoi de tennis de Tel Aviv, Tel Aviv            |                     | 89 400 $  | Dur (ext.)      | Brad Gilbert     | 3-6, 6-3, 6-4      |  |
| 3  | 04-01-1988 | Benson and Hedges Open, Auckland                   |                     | 93 400 $  | Dur (ext.)      | Ramesh Krishnan  | 6-3, 6-4           |  |
| 4  | 24-10-1988 | Open de Paris-Bercy, Paris                         | GP World Series     | 810 000 $ | Moquette (int.) | Brad Gilbert     | 6-3, 6-2, 6-3      |  |
| 5  | 11-06-1990 | Continental Grass Court Championships, Bois-le-Duc | World Series        | 225 000 $ | Gazon (ext.)    | Aleksandr Volkov | 6-3, 7-6           |  |
| 6  | 19-07-1993 | Legg Mason Tennis Classic, Washington              | Championship Series | 500 000 $ | Dur (ext.)      | Todd Martin      | 7-63, 7-5          |  |

### Finales en simple messieurs
| No | Date       | Nom et lieu du tournoi                           | Catégorie           | Dotation  | Surface         | Vainqueur           | Score                   |  |
| -- | ---------- | ------------------------------------------------ | ------------------- | --------- | --------------- | ------------------- | ----------------------- |  |
| 1  | 14-10-1985 | Tournoi de tennis de Tel Aviv, Tel Aviv          |                     | 80 000 $  | Dur (ext.)      | Brad Gilbert        | 6-3, 6-2                |  |
| 2  | 19-10-1987 | CA Tennis Trophy, Vienne                         |                     | 125 000 $ | Dur (int.)      | Jonas Svensson      | 1-6, 1-6, 6-2, 6-3, 7-5 |  |
| 3  | 09-01-1989 | Benson and Hedges Open, Auckland                 |                     | 115 000 $ | Dur (ext.)      | Ramesh Krishnan     | 6-4, 6-0                |  |
| 4  | 24-04-1989 | Epson Super Tennis Tournament, Singapour         |                     | 150 000 $ | Dur (ext.)      | Kelly Jones         | 6-1, 7-5                |  |
| 5  | 08-10-1990 | Riklis Israel Tennis Center Classic, Tel Aviv    | World Series        | 125 000 $ | Dur (ext.)      | Andrei Chesnokov    | 6-4, 6-3                |  |
| 6  | 30-09-1991 | Grand Prix de Toulouse, Toulouse                 | World Series        | 260 000 $ | Dur (int.)      | Guy Forget          | 6-2, 7-64               |  |
| 7  | 17-02-1992 | Comcast-Metrophone U.S. Pro Indoor, Philadelphie | Championship Series | 865 000 $ | Moquette (int.) | Pete Sampras        | 6-1, 7-64, 2-6, 7-62    |  |
| 8  | 29-03-1993 | Salem Open, Osaka                                | World Series        | 475 000 $ | Dur (ext.)      | Michael Chang       | 6-4, 6-4                |  |
| 9  | 11-10-1993 | Riklis Israel Open, Tel Aviv                     | World Series        | 175 000 $ | Dur (ext.)      | Stefano Pescosolido | 7-6, 7-5                |  |
| 10 | 10-10-1994 | Israel Open, Tel Aviv                            | World Series        | 250 000 $ | Dur (ext.)      | Wayne Ferreira      | 7-6, 6-3                |  |

### Finale en double messieurs
| No | Date       | Nom et lieu du tournoi                 | Catégorie | Dotation  | Surface    | Vainqueurs                            | Partenaire     | Score         |  |
| -- | ---------- | -------------------------------------- | --------- | --------- | ---------- | ------------------------------------- | -------------- | ------------- |  |
| 1  | 07-10-1985 | Altech South African Open Johannesburg |           | 210 000 $ | Dur (ext.) | Colin Dowdeswell Christo van Rensburg | Shahar Perkiss | 3-6, 7-6, 6-4 |  |

## Parcours dans les tournois du Grand Chelem

### En simple
| Année | Open d'Australie | Open d'Australie | Internationaux de France | Internationaux de France | Wimbledon       | Wimbledon     | US Open         | US Open       | Open d'Australie | Open d'Australie |
| ----- | ---------------- | ---------------- | ------------------------ | ------------------------ | --------------- | ------------- | --------------- | ------------- | ---------------- | ---------------- |
| 1985  | n.o.             | n.o.             | —                        | —                        | —               | —             | 2e tour (1/32)  | J. Arias      | 2e tour (1/32)   | H. Leconte       |
| 1986  | n.o.             | n.o.             | 2e tour (1/32)           | H. Leconte               | 3e tour (1/16)  | I. Lendl      | 3e tour (1/16)  | H. Leconte    | n.o.             | n.o.             |
| 1987  | 2e tour (1/32)   | M. Anger         | 1er tour (1/64)          | M. Šrejber               | 2e tour (1/32)  | H. Leconte    | 3e tour (1/16)  | A. Järryd     | n.o.             | n.o.             |
| 1988  | 1er tour (1/64)  | A. Chesnokov     | 1er tour (1/64)          | E. Masso                 | 2e tour (1/32)  | D. Nargiso    | 1er tour (1/64) | I. Lendl      | n.o.             | n.o.             |
| 1989  | 1/8 de finale    | I. Lendl         | —                        | —                        | 1/8 de finale   | S. Edberg     | 3e tour (1/16)  | Y. Noah       | n.o.             | n.o.             |
| 1990  | 1er tour (1/64)  | A. Antonitsch    | 3e tour (1/16)           | N. Kroon                 | 3e tour (1/16)  | S. Edberg     | 1/8 de finale   | A. Krickstein | n.o.             | n.o.             |
| 1991  | 2e tour (1/32)   | A. Krickstein    | —                        | —                        | 1er tour (1/64) | W. Masur      | 1er tour (1/64) | O. Camporese  | n.o.             | n.o.             |
| 1992  | 1/4 de finale    | J. Courier       | 1er tour (1/64)          | M. Zillner               | 2e tour (1/32)  | M. Stich      | 1er tour (1/64) | G. Pozzi      | n.o.             | n.o.             |
| 1993  | 3e tour (1/16)   | S. Edberg        | —                        | —                        | 2e tour (1/32)  | S. Edberg     | 3e tour (1/16)  | A. Volkov     | n.o.             | n.o.             |
| 1994  | 2e tour (1/32)   | B. Larkham       | 1er tour (1/64)          | J. Palmer                | 3e tour (1/16)  | G. Ivanišević | 2e tour (1/32)  | G. Pozzi      | n.o.             | n.o.             |

N.B. : à droite du résultat se trouve le nom de l'ultime adversaire.

### En double
| Année | Open d'Australie | Open d'Australie | Internationaux de France | Internationaux de France | Wimbledon                  | Wimbledon            | US Open     | US Open     | Open d'Australie       | Open d'Australie          |
| ----- | ---------------- | ---------------- | ------------------------ | ------------------------ | -------------------------- | -------------------- | ----------- | ----------- | ---------------------- | ------------------------- |
| 1984  | n.o.             | n.o.             | —                        | —                        | 1er tour (1/32) S. Perkiss | J. Lloyd D. Stockton | —           | —           | —                      | —                         |
| 1985  | n.o.             | n.o.             | —                        | —                        | —                          | —                    | —           | —           | 1/8 de finale J. Bates | Bo. Becker S. Živojinović |
| 1986  | n.o.             | n.o.             | à compléter              | à compléter              | à compléter                | à compléter          | à compléter | à compléter | n.o.                   | n.o.                      |
| 1987  | à compléter      | à compléter      | —                        | —                        | à compléter                | à compléter          | à compléter | à compléter | n.o.                   | n.o.                      |
| 1988  | à compléter      | à compléter      | à compléter              | à compléter              | —                          | —                    | à compléter | à compléter | n.o.                   | n.o.                      |
| 1989  | à compléter      | à compléter      | —                        | —                        | —                          | —                    | —           | —           | n.o.                   | n.o.                      |
| 1990  | à compléter      | à compléter      | —                        | —                        | —                          | —                    | —           | —           | n.o.                   | n.o.                      |

N.B. : le nom du ou de la partenaire se trouve sous le résultat ; le nom des ultimes adversaires se trouve à droite.